# Ctirad Václav Pospíšil
Ctirad Václav Pospíšil (4. března 1958 Trnava – 18. května 2025) byl český římskokatolický teolog, profesor systematické teologie na Katolické teologické fakultě a Husitské teologické fakultě Univerzity Karlovy a Teologické fakultě Jihočeské univerzity. Věnoval se i překladu teologických dokumentů (zejména Mezinárodní teologické komise) a studií z románských jazyků. Byl spoluzakladatelem České christologické a mariologické akademie. Bývá někdy označován za jednoho z největších českých teologů své doby.

## Životopis
Narodil se v Trnavě českým rodičům Ctiradu a Heleně Pospíšilovým. Rodina brzy přesídlila do Lochovic u Berouna. Od roku 1980 do roku 2013 byl členem františkánského řádu. Teologii studoval nejprve tajně v rámci řádového studia, přičemž byl členem tajné řádové komunity v Liberci. Toto studium trvalo v letech 1977–1987, přičemž se také zčásti podílel na jeho organizaci coby asistent. V souvislosti s podzemní církví byl také vyslýchán StB, k zahájení trestního stíhání pro maření státního dozoru nad církvemi však nakonec (díky mezinárodnímu tlaku, který státní zásah proti františkánům vyvolal) nedošlo. Po dokončení studia byl tajně vysvěcen na kněze. Primiční mši svatou slavil tajně jen za přítomnosti svých rodičů v kostele sv. Ondřeje v Lochovicích. Nějakou dobu také pracoval jako zřízenec v LDN v Roztokách u Prahy. Po roce 1989 mohl začít veřejně kněžsky působit, záhy se však na výzvu tehdejšího generálního představeného františkánů odebral do Itálie k dalšímu studiu. V letech 1990–1995 absolvoval doktorandské studium v oboru christologie a ekleziologie na Papežské univerzitě Antonianum v Římě. Po návratu do České republiky začal působit jako vyučující na teologických fakultách v Praze a v Olomouci (formálně byl přičleněn k řádové komunitě františkánů v Uherském Hradišti). Působení na teologické fakultě olomoucké ukončil v roce 2018 (v několika následujících letech ještě vedl stávající doktorandy) a od téhož roku začal přednášet na Teologické fakultě Jihočeské univerzity v Českých Budějovicích.
Po vystoupení z řádu byl inkardinován do pražské arcidiecéze jako diecézní kněz, nejprve „ad experimentum" na dobu tří let. K datu 1. května 2016 byl do pražské arcidiecéze inkardinován definitivně, a s účinností od téhož data byl ustanoven výpomocným duchovním farnosti Praha–Kunratice. V této farnosti vypomáhal a od roku 2022 až do své smrti sloužil hlavně ve filiálním kostele sv. Prokopa v Praze–Hrnčířích. V závěru života trpělivě snášel vážné onemocnění a nadále, nakolik mu to zdravotní stav umožňoval, přednášel a psal knihy.
Pohřební Mše svatá se konala 30. května 2025 v kostele Panny Marie Sněžné v Praze. Hlavním celebrantem byl emeritní pražský arcibiskup, kardinál Dominik Duka. Koncelebrovali další dva biskupové (Vlastimil Kročil a Pavel Posád) a několik desítek kněží. Poté byl prof. Pospíšil uložen na Olšanských hřbitovech do hrobu svých rodičů.

### Monografie
- Pospíšil Ctirad V., Problematika vědění a vědomí vlastní osobní identity Ježíše z Nazareta. Roma, Olomouc: Refugium 1998.
- Pospíšil Ctirad V., Soterologie a teologie kříže Bonaventury z Bagnoregia, Brno 2002, ISBN 80-86263-26-6.
- Pospíšil Ctirad V., Dar Otce i Syna. Základy systematické pneumatologie, Olomouc: MCM 2003, druhé vydání, ISBN 80-7266-135-3).
- Pospíšil Ctirad V., Nanebevzetí Bohorodičky ve světle dokumentů magisteria, Olomouc: MCM 2000. 66 s. (ISBN 80-7266-061-6).
- Pospíšil Ctirad V., Chalcedonský koncil v proměnách času, Olomouc: MCM 2001, ISBN 80-7266-081-0
- Pospíšil Ctirad V., Tajemství srdce vtěleného Syna, Olomouc: MCM 2001, ISBN 80-7266-084-5
- Pospíšil Ctirad V., Teologie služby. Kniha (nejen) pro ty, kdo se zabývají křesťanskou charitou a diakonií, Kostelní Vydří: Karmelitánské nakladatelství 2002, ISBN 80-7192-748-1).
- Pospíšil Ctirad V., Maria – mateřská tvář Boha, Karmelitánské nakladatelství, Kostelní Vydří 2004, 71 stran, ISBN 80-7192-949-2.
- Pospíšil Ctirad V., Hermeneutika mystéria. Struktury myšlení v dogmatické teologii, Krystal OP Praha – Karmelitánské nakladatelství Kostelní Vydří 2005, ISBN 80-7195-001-7.
- Pospíšil Ctirad V., Ježíš z Nazareta, Pán a Spasitel, Krystal OP – Karmelitánské nakladatelství, Kostelní Vydří 2006, 3. upravené a podstatně rozšířené vydání, ISBN 80-7195-000-9.
- Pospíšil Ctirad V., Jako v nebi, tak i na zemi. Náčrt trinitární teologie, Praha – Kostelní Vydří, Krystal O.P. – Karmelitánské nakladatelství 2007, ISBN 978-80-85929-99-7; 978-80-7195-123-0.
- Pospíšil Ctirad V., Ježíš Kristus – Pravda dějin. Trojiční a christocentrická teologie dějin, Karmelitánské nakladatelství, Kostelní Vydří 2009, ISBN 978-80-7195-369-2.
- Pospíšil Ctirad V., Různé podoby české trinitární teologie a pneumatologie 1800-2010. Tvářnosti české katolické trojiční teologie a pneumatologie 1800-1989. Komentovaná bibliografie 1800-2010.. Nakladatelství L. Marek, 2011. ISBN 978-80-87127-37-7.
- Pospíšil Ctirad V., Husovská dilemata, Kostelní Vydří, Karmelitánské nakladatelství, 2015. ISBN 978-80-7195-816-1.
- Pospíšil Ctirad V., Masaryk iritující a fascinující, Praha, nakl. Karolinum, 2018. ISBN 978-80-246-4062-4.
- Pospíšil Ctirad V., Průkopníci a jejich odpůrci: Světová katolická teologie 1871–1910 a evoluční vznik-stvoření člověka, Praha, nakl. Karolinum, 2018. ISBN 978-80-246-4051-8.
- Pospíšil Ctirad V., I řekl Bůh: Trinitární teologie stvoření, Praha, nakl. Karolinum, 2019. ISBN 978-80-246-4261-1.
- Pospíšil Ctirad V., Úvod do husovských dilemat, Praha, nakl. Karolinum, 2020. ISBN 978-80-246-4684-8.
- Pospíšil Ctirad V., A Slovo se stalo tělem: Óda na radost z víry v prologu Janova evangelia, Kostelní Vydří, Karmelitánské nakladatelství, 2022. ISBN 978-80-7566-290-3.
- Pospíšil Ctirad V., První nikajský koncil. Historie, teologie a přetrvávající význam, Kostelní Vydří, Karmelitánské nakladatelství, 2025. ISBN 978-80-7566-572-0.
- Pospíšil Ctirad V., Ve jménu Otce, Syna i Ducha svatého. Zřídla života, identity, svobody a smyslu, Kostelní Vydří, Karmelitánské nakladatelství, 2025 ISBN 978-80-7566-628-4 (vyšlo posmrtně).

### Spoluautorství
- kolektiv autorů, Pán a dárce života: Setkání s Duchem svatým v Novém zákoně a křesťanské tradici, Praha, Centrum pro studium demokracie a kultury, 1999 ISBN 80-85959-42-9.
- kolektiv autorů, Křesťan a islám, Vyšší Brod, nakl. Hesperion, 2016. ISBN 978-80-906372-1-4.

### Články (výběr)
- Otec a kříž Ježíše z Nazareta (Teologický sborník, 4/1996)
- Christologie a spiritualita (Teologické texty, 7/1996)
- Kristův kříž v Katechismu katolické církve čl. 471 - 630 (Teologický sborník, 1/1997)
- Světla a stíny Anselmova spisu Cur Deus homo - Studie z dějin teologie u příležitosti devítistého výročí zveřejnění (Teologický sborník, 1/1998)
- Ekleziologie společenství jako ecclesiologia crucis (Teologické texty 9/1998)
- Bůh Otec a kenoze Syna (Theologická revue 2000, vol. 71)
- Cesty k trinitární spiritualitě (Teologické texty 11/2000)
- Františkáni a vyznavači islámu (Teologické texty 4/2003)
- Sebevražedný terorismus - příklad deviantní politizace náboženství (Dingir 6/2003)
- Konsubstanciační a remanenční teorie jako teologický problém (Teologické texty 3/2005)
- Analýza Čtyř slov z Ukrajiny[pozn. 1] (Teologické texty 6/2005)
- Teologie a paleoantropologie (Teologické texty 3/2006)
- Biblické vědy a dogmatika (Perspektivy /příloha Katolického týdeníku/ 5/2006)
- Teologická meditace o Božím Synu (Perspektivy /příloha Katolického týdeníku/ 8/2009)
- K problematice soukromých – aktualizačních – zjevení (Teologické texty 4/2010)
- Světla a stíny trinitologie a pneumatologie Josefa Zvěřiny (Teologické texty 3/2011)
- Život Františka Žáka (1862-1954) a jeho trojiční teologie (AUC Theologica 2/2011)
- Christologické a trinitární aspekty statusu lidské osoby (Teologické texty 2/2012)
- Jen metanoia je věrohodná. O (nové) evangelizaci a (vždy staré) de-evangelizaci z hlediska systematické teologie (Teologické texty 1/2013 a 2/2013)
- Jan Hus a transsubstanciace z hlediska dogmatické teologie (AUC Theologica 1/2015)
- Další aspekty poměru Jana Husa k tajemství Eucharistie v kontextu Jakoubkova konsubstancialismu a utrakvismu (AUC Theologica 2/2015)
- Souzvuky teologie stvoření K. Heima s katolickou teologickou reflexí (Teologické texty 2/2015)
- Teologie a nejnovější přínosy ostatních věd ohledně antropogeneze (AUC Theologica 2/2016)
- Joseph Knabenbauer SJ (1839–1911) a otázka evolučního vzniku člověka (AUC Theologica 1/2017)
- Biblická zpráva o stvoření a výzvy přírodních věd v díle Franze von Hummelauera (1842–1914) (AUC Theologica 2/2017)